# Luís de Almeida
Pour les articles homonymes, voir Almeida (homonymie).
Luís de Almeida, né à Lisbonne et 1525 et mort en octobre 1583 à Kawachinoura (Préfecture de Kumamoto), au Japon, est un prêtre jésuite missionnaire au Japon. Docteur en médecine avant d’entrer chez les Jésuites il introduisit la chirurgie au Japon et y est le fondateur, en 1556, du premier hôpital de style moderne.

## Biographie

### Chirurgien
Né en 1525 à Lisbonne dans une famille de ‘nouveaux chrétiens’ qui s’était convertie du judaïsme au christianisme le jeune Luis suit une formation médicale de deux ans au prestigieux Hôpital royal de tous les Saints. Le 30 mars 1546 il reçoit sa licence chirurgicale et le 17 mars 1548 il part pour Goa, en Inde portugaise.
Son premier contact avec les Jésuites a lieu au chevet des malades durant le voyage entre le Portugal et l’Inde, lui en tant que médecin, les missionnaires en tant que prêtres. Il n’en est pas moins associé commercial du capitaine Duarte da Gama, ami de François Xavier. Il s’enrichit dans le commerce de la soie.  

### Chez les Jésuites
Lors d’une de ses visites au Japon, il se rend à Yamaguchi (1552) pour voir le père Côme de Torres, supérieur jésuite de la mission du Japon et fait les ‘Exercices spirituels’ de saint Ignace en 1555 sous la direction du père Baltasar Gago à Funai (aujourd’hui Ōita). C’est alors qu’il se décide à se joindre au groupe de missionnaires, comme frère jésuite (avril-mai 1556). Lié par le vœu de pauvreté il se libère de sa fortune en consacrant une partie à un orphelinat créé pour les enfants abandonnés, à Funai, et une autre partie – à Macao - comme aide à la Mission japonaise.

### Fondation de l’hôpital
Comme frère jésuite, il fonda à Funai (Ōita) un hôpital, avec la permission du daimyō Ōtomo Sōrin (1556). Ce premier hôpital de type moderne au Japon peut recevoir une centaine de patients.  L’organisant selon le modèle de la fraternité de la Miséricorde il y forme des assistants médicaux japonais. Le père de Torres a dit de lui: « nous avons reçu un frère qui a le don de guérir ». Almeida est lui-même responsable du département de chirurgie. Des docteurs japonais (parmi les convertis) et ceux qu’il a formés sont chargés des autres départements. Les thérapies traditionnelles sino-japonaises sont également pratiquées avec beaucoup de succès.  

### Missionnaire itinérant
En 1561, sur instruction de Torres, Almeida quitte l’hôpital pour commencer une itinérance apostolique, qui ne se terminera qu’avec sa mort. Il visita d’abord et organisa les communautés chrétiennes déjà fondées à Hakata (Fukuoka) et aux îles de Hirado. Puis il commença à visiter de nouveaux territoires: Kagoshima (1561) et Yokoseura (1562), Shimabara et Kuchinotsu (1563) dans l’actuelle province de Nagasaki.
En 1565, il se rend à Kyôto et Nara dans le centre du Japon. De tous ces voyages, il a laissé des ‘relations’ hautes en couleurs locales que Luis Frois utilisera pour son ‘Histoire du Japon. Il fut aussi le premier missionnaire des îles de Gotô (Nagasaki) et d’Amakusa (Kumamoto) et est à l’origine de la conversion de la population de Nagasaki en 1567. En 1570, le père de Almeida sert de guide, tout au long de sa mission, au nouveau supérieur Francisco Cabral. Son influence conduit au baptême le seigneur d’Amakusa, (Miguel Amakusa), et au daimyo d’Arima, (André) Arima Yoshisada.
En 1578, le daimyo de Bungo (François) Ōtomo Sōrin, qui l’estimait beaucoup, l’emmena comme compagnon lors de l’expédition ratée à Hyūga (Miyazaki). 
Le père Côme de Torres, supérieur de la mission, caractérisait le père de Almeida comme « en mouvement perpétuel ». En 1579, le père Alessandro Valignano, reconnaissant ses talents et mérites, l’envoya à Macao pour y recevoir l’ordination sacerdotale. Ordonné prêtre en mai ou juin 1580 il revient à Nagasaki le 25 aout 1580 et, nommé supérieur religieux des Jésuites d’Amakusa, participe à la consultation générale des Jésuites à Nagasaki (1581).
Le père Luis de Almeida épuise ses dernières forces lors d’une autre expédition infructueuse à Kagoshima, et meurt à Kawachinoura en octobre 1583. 

## Souvenir
- Figure des plus séduisantes de l’ancienne mission jésuite au Japon, sa mémoire est entretenue par des monuments érigés à Nagasaki, Hondo (Kumamoto) et Ōita.
- Un hôpital porte également son nom : le ‘Almeida Memorial Hospital’ de Miyazaki, Ōita, au Japon.